# Église de l'Ascension de Pambukovica
Pour les articles homonymes, voir Église de l'Ascension.
L'église de l'Ascension de Pambukovica (en serbe cyrillique : Црква Вазнесења Христовог у Памбуковици ; en serbe latin : Crkva Vaznesenja Hristovog u Pambukovici) est une église orthodoxe serbe serbe située à Pambukovica, dans le district de Kolubara et dans la municipalité de Ub en Serbie. Elle est inscrite sur la liste des monuments culturels protégés de la république de Serbie (no SK 1476),,,.

## Présentation

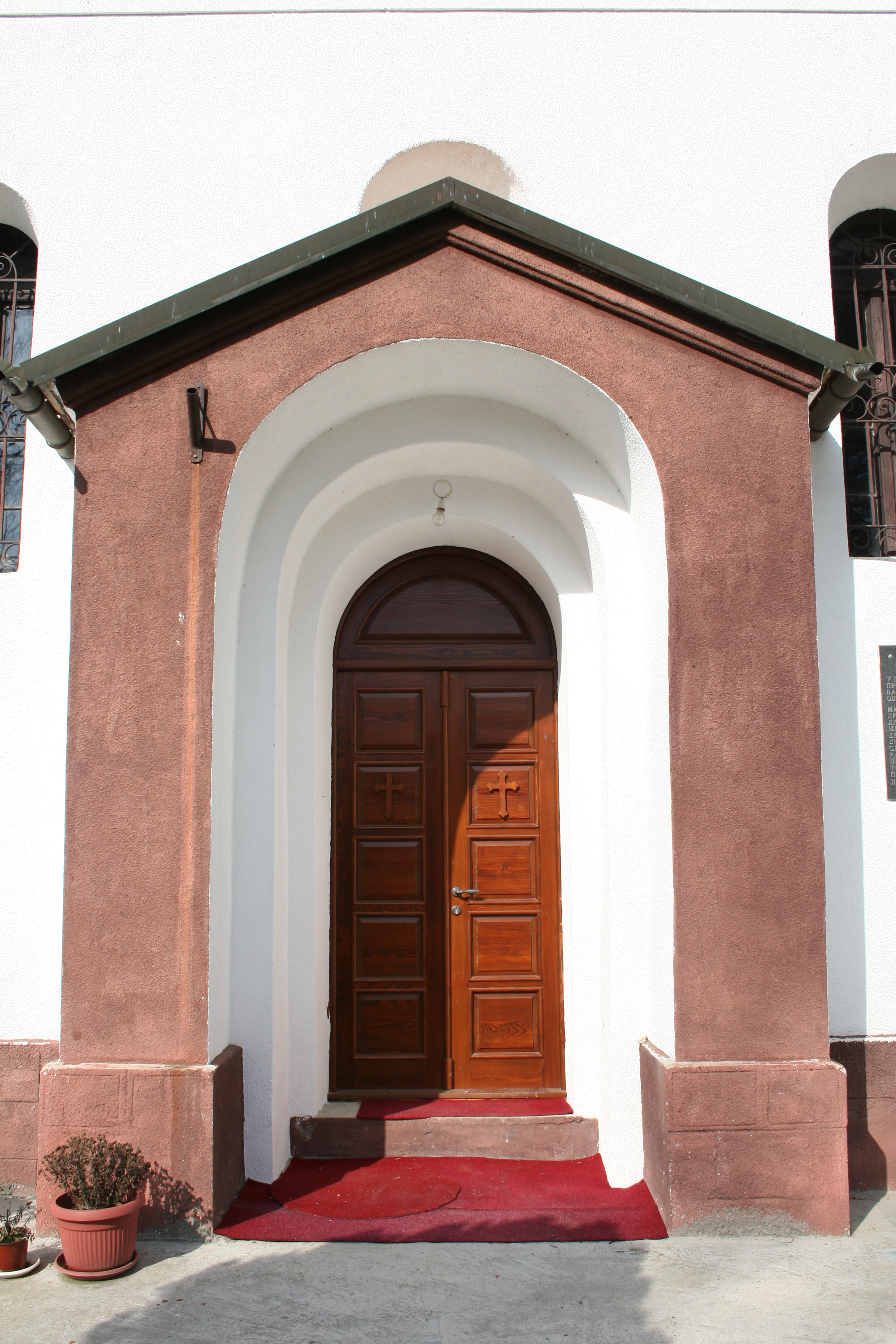
Détail de l'entrée latérale.

L'église actuelle a été construite en 1871 à l'emplacement d'un édifice plus ancien remontant au XVIIIe siècle. Selon la tradition, elle serait d'une fondation encore plus ancienne et remonterait au XVIe siècle ; elle aurait servi d'église au monastère de Mrkšinac, aujourd'hui disparu, qui abritait une célèbre imprimerie au XVIe siècle,,.
Dépourvue de narthex et de coupole, elle est constituée d'une nef unique prolongée par une abside demi-circulaire à l'intérieur et pentagonale à l'extérieur,. La nef est divisée en cinq travées marquées par des pilastres et éclairées par des baies ; elle est dotée d'une voûte en berceau peu profonde. De part et d'autre de l'autel se trouvent deux chapelles absidiales, l'une pour la proscomidie, l'autre pour le diakonikon. La façade occidentale possède un portail en arcade surmonté d'un tympan ; les autres façades sont dépourvues de décoration particulière. À l'ouest de l'église se trouve un clocher massif, construit en 1894,.
Sur la façade méridionale se trouve une plaque qui commémore les soldats morts au combat entre 1912 et 1918,.
L'église abrite une iconostase peinte par le prêtre Dimitrije Jona ; les icônes sont considérées comme n'ayant pas de valeur artistique particulière.